# Secrétaire d'État aux Affaires, aux Entreprises et aux Réformes réglementaires
Le secrétaire d'État aux Affaires, aux Entreprises et aux Réformes réglementaires (en anglais : Secretary of State for Business, Enterprise and Regulatory Reform, communément appelé Business Secretary) est un secrétaire d'État entre 2007 et 2009 au Royaume-Uni. Il est placé à la tête du département des Affaires, des Entreprises et des Réformes réglementaires.

## Historique
Le poste de secrétaire d'État aux Affaires, aux Entreprises et aux Réformes réglementaires est créé le 28 juin 2007, lors de l'accession au pouvoir de Gordon Brown. Il succède au secrétaire d'État au Commerce et à l'Industrie. Il prend la direction du département des Affaires, des Entreprises et des Réformes réglementaires (en) (Department for Business, Enterprise and Regulatory Reform, BERR).
Il disparaît moins de deux ans plus tard, le 5 juin 2009, lorsqu'il est fusionné avec le secrétaire d'État à l'Innovation, à l'Enseignement supérieur et aux Compétences et devient le secrétaire d'État aux Affaires, à l'Innovation et aux Compétences.

### Liste
| Nom | Nom             | Nom | Dates du mandat | Dates du mandat | Parti politique | Gouvernement |
| --- | --------------- | --- | --------------- | --------------- | --------------- | ------------ |
|     | John Hutton     |     | 28 juin 2007    | 3 octobre 2008  | Labour          | Brown        |
|     | Peter Mandelson |     | 3 octobre 2008  | 5 juin 2009     | Labour          | Brown        |